# Русские идут
«Русские идут!» (англ. The Russians are coming; полностью — англ. The Russians are coming. The Russians are coming. They’re right around. I’ve seen Russian soldiers! — «Русские идут. Русские идут. Они здесь. Я видел русских солдат!») — крылатое выражение времён холодной войны, символизирующее военную угрозу странам НАТО со стороны СССР.

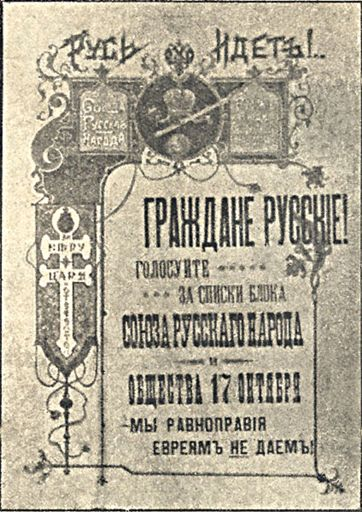
«Русь идёт!» - Агитационная листовка избирательной кампании выборов в Государственную думу Российской империи III созыва единого блока черносотенного «Союза русского народа» и «Союза 17 октября»

Выражение использовалось во времена маккартизма («охоты на ведьм») как для нагнетания общественных настроений против коммунистов и социалистов, так и в противоположных целях — для иронии над маккартистами, преувеличивавшими опасность коммунистической угрозы.
22 мая 1949 года Джеймс Форрестол, первый (к тому времени бывший) министр обороны США, находясь в психиатрической больнице, покончил с собой, выбросившись из окна. Во время болезни, согласно распространённому рассказу, он бредил, повторяя слова The Russians are coming.
На этот же эпизод намекает название американской сатирической кинокомедии Нормана Джуисона «Русские идут! Русские идут!» (1966).
Лозунг «Русские идут!» в наше время употребляется в своём смысле некоторыми русскими патриотическими организациями.
«Русские идут» — название цикла из четырёх книг российского писателя Юрия Никитина, в котором описывается Россия, начинающая принимать ислам и объединяющаяся с исламским миром в борьбе против Соединённых Штатов Америки.
В 2004 году на выборах в Европарламент лозунг «Русские идут!» использовала латвийская партия ЗаПЧЕЛ, отстаивающая тезис о равноправии русскоязычного населения в Латвии.